# Fuss and Feathers (film 1918)
Fuss and Feathers è un film muto del 1918 diretto da Fred Niblo sotto la supervisione di Thomas H. Ince che aveva come protagonisti Enid Bennett e Douglas MacLean.

## Trama

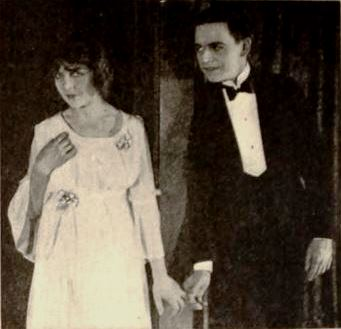
Enid Bennett e Douglas MacLean

Dopo avere passato molti anni in un campo minerario, le maniere di Susie non sono proprio raffinate. Così, quando i Baldwin, padre e figlia, finalmente ricchi, possono lasciare la dura vita del minatore per recarsi a San Francisco e vendere la loro concessione, si trovano in imbarazzo durante una cena da Ledyard, un agente minerario che li ha invitati a casa sua. Susie, risentita dalla supponenza della padrona di casa, se ne va, decisa ad acquisire le belle maniere in uso nella buona società. Come insegnante di etichetta, Susie assume J. Wells Stanton, un tipo raffinato ma anche disonesto che, ben presto, lei licenzia. Stanton deruba un giorno Robert, il figlio di Ledyard, che resta malconcio dopo essere stato assalito dal malvivente. I Baldwin si prendono cura del giovane, che non può tornare a casa perché suo padre lo aveva cacciato, ritenendolo un fannullone. Robert viene assunto da Baldwin al posto che era stato di Stanton. Ma sua madre, sentendo che il figlio è finito nelle grinfie di Susie, corre a salvare il suo ragazzo. Scopre, però, che la ragazza gli ha salvato la vita e che ora è innamorata di lui. Così la signora Ledyard finisce per accettare la situazione e accogliere i Baldwin nella propria famiglia.

## Produzione
Il film fu prodotto dalla Thomas H. Ince Corporation.

## Distribuzione
Il copyright del film, richiesto dalla Thomas H. Ince Corp., fu registrato il 16 novembre 1918 con il numero LP13060.
Distribuito dalla Famous Players-Lasky Corporation e presentato da Thomas H. Ince, il film uscì nelle sale cinematografiche degli Stati Uniti l'8 dicembre 1918 dopo essere stato presentato in prima il 1º dicembre 1918. 
In Svezia, uscì il 6 ottobre 1919 come Flärd och fåfänglighet; in Francia, dove fu distribuito con il titolo La Bonne École, uscì il 9 aprile 1920; in Danimarca, l'8 agosto 1921 come Hvorledes får jeg mig en mand?.
Non si conoscono copie ancora esistenti della pellicola che viene considerata presumibilmente perduta.